# 第26回NHK紅白歌合戦
『第26回NHK紅白歌合戦』（だいにじゅうろっかいエヌエイチケイこうはくうたがっせん）は、1975年（昭和50年）12月31日にNHKホールで行われた、通算26回目のNHK紅白歌合戦。21時から23時45分にNHKで生放送された。

## 出演者

### 司会者など
- 紅組司会：佐良直美
- 白組司会：山川静夫アナウンサー
- 総合司会：相川浩アナウンサー
- 紅組応援団：海原千里・万里、ハナ肇
- 白組応援団：三波伸介、笑福亭鶴光
- テレビ中継：金子辰雄アナウンサー
- 得点集計スタジオ：中江陽三アナウンサー

佐良は2年連続3度目、山川は4年連続4度目（白組司会は2年連続2度目）、相川は初司会。
この年の紅組司会には、佐良の他に倍賞千恵子（この年の『思い出のメロディー』司会）、檀ふみ（『連想ゲーム』レギュラー）、大竹しのぶ（この年上期の連続テレビ小説『水色の時』ヒロイン）、吉永小百合（翌年の大河ドラマ『風と雲と虹と』出演）、栗原小巻、ペギー葉山（『歌はともだち』司会者）、和田アキ子、都はるみ、梓みちよ、ちあきなおみ、水前寺清子、由紀さおりらが挙がっていたという。なお、紅組の応援を務めた海原千里こと上沼恵美子は後に第45回（1994年）・第46回（1995年）で紅組司会を務めている。

### 出場歌手
紅組、      白組、      初出場、      返り咲き。
| 曲順 | 組 | 歌手名                           | 回 | 曲目                           |
| ---- | -- | -------------------------------- | -- | ------------------------------ |
| 1    | 白 | 細川たかし                       | 初 | 心のこり                       |
| 2    | 紅 | 岩崎宏美                         | 初 | ロマンス                       |
| 3    | 白 | 郷ひろみ                         | 3  | 花のように鳥のように           |
| 4    | 紅 | 南沙織                           | 5  | 人恋しくて                     |
| 5    | 白 | 堺正章                           | 5  | 明日の前に                     |
| 6    | 紅 | 藤圭子                           | 4  | さすらい                       |
| 7    | 白 | ずうとるび                       | 初 | 初恋の絵日記                   |
| 8    | 紅 | キャンディーズ                   | 初 | 年下の男の子                   |
| 9    | 白 | 三善英史                         | 3  | 細雪                           |
| 10   | 紅 | チェリッシュ                     | 3  | ペパーミント・キャンディー     |
| 11   | 白 | ダウン・タウン・ブギウギ・バンド | 初 | 港のヨーコ・ヨコハマ・ヨコスカ |
| 12   | 紅 | 和田アキ子                       | 6  | もっと自由に                   |
| 13   | 紅 | 桜田淳子                         | 2  | はじめての出来事               |
| 14   | 白 | 西城秀樹                         | 2  | 白い教会                       |
| 15   | 紅 | 佐良直美                         | 9  | オブ・ラディ・オブ・ラ・ダ     |
| 16   | 白 | 殿さまキングス                   | 2  | 女の純情                       |
| 17   | 紅 | 森昌子                           | 3  | あなたを待って三年三月         |
| 18   | 白 | にしきのあきら                   | 6  | 赤い恋のバラード               |
| 19   | 紅 | 水前寺清子                       | 11 | 大勝負                         |
| 20   | 白 | 村田英雄                         | 14 | 無法松の一生                   |
| 21   | 紅 | アグネス・チャン                 | 3  | 愛の迷い子                     |
| 22   | 白 | フォーリーブス                   | 6  | ハッピー・ピープル             |
| 23   | 紅 | 青江三奈                         | 9  | 神戸北ホテル                   |
| 24   | 白 | 内山田洋とクール・ファイブ       | 4  | 中の島ブルース                 |
| 25   | 紅 | 伊東ゆかり                       | 10 | わたし女ですもの               |
| 26   | 白 | 菅原洋一                         | 9  | 愛の嵐                         |
| 27   | 紅 | 山口百恵                         | 2  | 夏ひらく青春                   |
| 28   | 白 | 三橋美智也                       | 12 | 津軽じょんから節               |
| 29   | 紅 | 西川峰子                         | 初 | あなたにあげる                 |
| 30   | 白 | 橋幸夫                           | 16 | 木曾ぶし三度笠                 |
| 31   | 紅 | 由紀さおり                       | 7  | 慕情                           |
| 32   | 白 | 野口五郎                         | 4  | 私鉄沿線                       |
| 33   | 紅 | 森山良子                         | 5  | 歌ってよ夕陽の歌を             |
| 34   | 白 | 三波春夫                         | 18 | おまんた囃子                   |
| 35   | 白 | 森進一                           | 8  | あゝ人恋し                     |
| 36   | 紅 | 小柳ルミ子                       | 5  | 花車                           |
| 37   | 白 | 沢田研二                         | 4  | 時の過ぎゆくままに             |
| 38   | 紅 | 梓みちよ                         | 9  | リリー・マルレーン             |
| 39   | 白 | フランク永井                     | 19 | 君恋し                         |
| 40   | 紅 | 八代亜紀                         | 3  | ともしび                       |
| 41   | 白 | 春日八郎                         | 17 | 赤いランプの終列車             |
| 42   | 紅 | いしだあゆみ                     | 7  | 渚にて                         |
| 43   | 白 | 北島三郎                         | 13 | 残雪                           |
| 44   | 紅 | 都はるみ                         | 11 | 北の宿から                     |
| 45   | 白 | 布施明                           | 9  | シクラメンのかほり             |
| 46   | 紅 | ちあきなおみ                     | 6  | さだめ川                       |
| 47   | 白 | 五木ひろし                       | 5  | 千曲川                         |
| 48   | 紅 | 島倉千代子                       | 19 | 悲しみの宿                     |

#### 選考を巡って
- ダウン・タウン・ブギウギ・バンドは上下繋ぎという不良スタイルで「NHK向きではない」と思われていたが、「あんたあの娘の何なのさ」が流行語になったのを追い風に出場を決めた[1]。
- ずうとるびは、日本テレビ系列『笑点』の企画ユニット。民放出身の歌手が紅白に出場したのは初めてであった。尚、当紅白には、当時の『笑点』の司会者であった三波伸介も白組応援団の1人として出演したが、ずうとるびの応援は三波ではなく、当時ずうとるびがレギュラーを務めていたNHK『レッツゴーヤング』の司会者であった鈴木ヒロミツが行った。
- 前回の出場歌手の中より今回不選出となった歌手は以下。 
  - 紅組:あべ静江・天地真理・小坂明子・ザ・ピーナッツ[注釈 3]・ペドロ&カプリシャス・山本リンダ
  - 白組:海援隊・中条きよし・美川憲一・渡哲也
- 事前の人気アンケートでは、「辞退組」からは美空ひばりと越路吹雪が再びベスト10にランクインしたため、NHKからオファーがあったが、いずれも辞退した（ひばりは裏番組『ひばりワンマンショー』（NET、現：テレビ朝日）に出演）[1]。
- 1974年9月発売の「酒場にて」がこの年にかけてロングヒットした江利チエミにも再び紅白出場のオファーがあったが、江利自ら「紅白は卒業したので一切出演しない」との理由で辞退した。
- 歌手選考の最終過程である外部の「ご意見を伺う会」では、NHKサイドの原案の他に補欠歌手として伊藤咲子と中条きよしが用意されていたが、順当に原案のままの人選となった[1]。
- この他、前回出場者では天地真理、山本リンダ、美川憲一が当落線上であったという[2]。

### 演奏
- 紅組：ダン池田とニューブリード・東京放送管弦楽団（指揮:ダン池田）
- 白組：小野満とスイング・ビーバーズ・東京放送管弦楽団（指揮:小野満）
- 演奏ゲスト
  - 石田新太郎とシティライツ - チェリッシュのバックバンド
  - 猪俣猛 - 同上（ドラムス）
  - 東海林修 - 菅原洋一の伴奏（ピアノ）
  - 世良譲 - 梓みちよの伴奏（ピアノ）
  - 船村徹 - ちあきなおみの伴奏（ギター）
  - 笛吹利明 - 布施明の伴奏（ギター）
  - 篠崎正嗣 - 同上（ヴァイオリン）
  - 藤山一郎 - 「蛍の光」の指揮
  - 井上堯之バンド - 沢田研二のバックバンド

### 審査員
- 尾上梅幸（歌舞伎俳優）
- 高橋展子（労働省婦人少年局長）
- 吉永小百合（女優。翌年の大河ドラマ『風と雲と虹と』の藤原貴子(平将門の恋人)役）
- 加藤剛（俳優。同じく『風と雲と虹と』の主人公・平将門役）
- 三林京子（女優。この年の大河ドラマ『元禄太平記』のとき弥役）
- 大竹しのぶ（女優。この年上期の連続テレビ小説『水色の時』のヒロイン・松宮知子役）
- 古葉竹識（広島東洋カープ監督。この年、球団初のセ・リーグ制覇を達成）
- 三重ノ海五郎（大相撲・大関。この年の大相撲九州場所で初優勝し大関に昇進）
- 根本良夫（NHK副放送総局長。審査委員長）
- 地方審査員（全国400名）

会場の9名の特別審査員と専用回線を使った400名のお茶の間審査員の二段方式となった（お茶の間審査員制度は第31回（1980年）まで続く）。

### ゲスト出演者
- 鈴木ヒロミツ（タレント。『レッツゴーヤング』の初代司会者。ずうとるびの曲紹介）
- 小沢栄太郎（俳優。この年の大河ドラマ『元禄太平記』の吉良上野介役。三善英史の曲紹介）
- 阿木燿子（作詞家。和田アキ子の曲紹介）
- 東八郎（コメディアン。佐良直美と殿さまキングスの曲間）
- 伊東四朗（コメディアン。同上）
- 安奈淳（宝塚歌劇団花組・男役。にしきのあきらと水前寺清子の曲間）
- 榛名由梨（同組・男役。同上）
- 正司歌江（漫才師。この年下期の連続テレビ小説『おはようさん』のヒロインの母・殿村つゆ子役。伊東ゆかりと菅原洋一の曲間）
- 中田喜子（女優。同じく『おはようさん』のヒロインの異母姉・殿村彩子役。同上）
- 三田和代（女優。同じく『おはようさん』の松尾美紀役。同上）
- 秋野暢子（女優。同じく『おはようさん』のヒロイン・殿村鮎子役。同上）
- 大村崑（コメディアン。同じく『おはようさん』のヒロイン家族が住むアパート管理人・町田勘助役。同上）
- ガッツ石松（プロボクサー。橋幸夫の曲紹介）
- 柳家小三治（落語家。小柳ルミ子と沢田研二の曲間）
- 吉沢京子（女優。同上）

### 大会委員長
- 坂本朝一･NHK放送総局長

## 当日のステージ
- 全編再放送時に過去の紅白でもオープニングが豪華であると話題になった回でもある。
- 前回まで1回だった攻守交替が2度になった。
- トップバッターは、同年の賞レースで新人賞を争った細川たかしと岩崎宏美が揃って務めた。
- ダウン・タウン・ブギウギ・バンドの『港のヨーコ・ヨコハマ・ヨコスカ』歌唱が終わった後、宇崎竜童は紅組司会・佐良に向かって「あんた紅組のなんなのさ」と一言、これに対し佐良も負けじと「あんたいつまでやってんのさ」とお返しすると、宇崎を紅組の陣地へ連れてきたら、そこには宇崎の妻にして作詞家の阿木燿子が紅組の応援に登場、阿木・宇崎コンビが作り上げた和田アキ子の『もっと自由に』の曲紹介となった。
- 紅組司会の佐良が歌手として出演する際の曲紹介は水前寺が行い、『オブラディ・オブラダ』を、同年紅組の優勝を掲げ、白組を罵倒したり、1975年の干支である兎と、1976年の干支である辰を歌詞に登場させる等し、佐良自身のアドリブで、原曲からかなりかけ離れた訳詞で歌唱した。
- 桜田淳子は『水色の時』（ヒロイン役の大竹しのぶが審査員を担当）の主題歌「白い風よ」を担当していたが、本紅白ではそちら楽曲ではなく「はじめての出来事」（桜田自身この年最大のヒット曲）を歌唱した。
- その審査員を務めた大竹しのぶは番組内で「どちらが勝つと思いますか」と聞かれて、「どちらでもいいです」と回答。本人曰く「どちらにも勝たせたい」と言うのを間違えたとのこと[3]。
- 今回の紅組の応援団は老婆の格好をしたハナ肇だった。白組の応援団長は前年から大ブームとなっていた「ベルばら（ベルサイユのばら）」に引っ掛けた「デルバラ（出る腹）」・三波伸介。加えて本家「ベルばら」ブームの一翼を担った宝塚歌劇団月組も登場した[4]。
- 前回から始まった紅組のラインダンス、今年はまず水前寺清子・島倉千代子・和田アキ子ら不参加組が、通常の衣装で笛を吹きながら手に赤い風船を持って登場すると、水前寺の「それでは紅組恒例ラインダンス!レッツゴー!!」（2回目にもかかわらず「恒例」）の掛け声とともに参加者が登場して踊った。参加者はアグネス・チャン・山口百恵・キャンディーズ・桜田淳子・西川峰子・梓みちよ・八代亜紀・いしだあゆみ・松崎悦子（チェリッシュ）・小柳ルミ子・南沙織・岩崎宏美・森昌子で、前回の9名から15名へと大幅に増員、特に演歌勢が初登場となった。
- 三波春夫は『おまんた囃子』を『紅白』初披露。間奏のお囃子も、「白組ガンバレ、ソレソレソレソレ」「白組勝ちだよ、ソレソレソレソレ」を追加した。また歌の始まりでは、既に人気になっていた西洋凧「ゲイラカイト」が会場に現れたが、「ゲイラカイト」は登録商標名であるため、中継役の金子アナは単に「凧」と紹介した。
- 白組トリは、第17回日本レコード大賞を争った布施明と五木ひろしが争い、五木がトリ、布施がトリ前（レコード大賞では布施が大賞、五木が最優秀歌唱賞）。五木は初のトリで、以降最多タイの13回のトリをつとめることになる。
- 大トリは島倉千代子で、自身の吹込み1000曲記念作として発表された「悲しみの宿」を歌唱。島倉のトリは6度目だが大トリは初で、以降も連続出場を重ねたがトリをとることはなかった。
- 白組が優勝（通算12勝14敗）。

## 後日譚
- 1989年と1993年に『思い出の紅白歌合戦』（BS2）で再放送された（前者ではニュースによる途中中断あり、後者では五木ひろしの出演シーンがカットされていた）。
- 3年連続での紅組トリ担当は今回の島倉を最後に第67回（2016年） - 第69回（2018年）の石川さゆりまでなかった。
- 当紅白にずうとるびとして初出場した山田隆夫は、後年ずうとるびを生んだ番組であり、後に山田自身も座布団運びとしてレギュラー出演する『笑点』（日本テレビ系）で、当紅白に出場した事を自虐ネタとして度々披露している。第50回（1999年）の直前の放送では、「今年は紅白、辞退しました」と冒頭の挨拶で口にした他、林家こん平、桂宮治らからもネタにされている。